# دميرطاش (جرجر)
دميرطاش (بالكردية: Melho‏) (بالتركية: Demirtaş)‏ هي قرية كرديّة تتبع إداريّاً لمديرية جرجر في محافظة أديامان التركية، بلغ عدد سكانها 132 نسمة في عام 2021.